# Cruído
Cruído (en gallego y oficialmente, Croído) es un lugar del municipio de Lousame en la provincia de La Coruña, España. Pertenece a la parroquia de Lousame.  
Con 218 habitantes (109 hombres y 109 mujeres) en 2021, es la localidad más poblada del municipio y la única con la categoría de lugar. Está situada en el oeste del municipio a 80 metros sobre el nivel del mar y a 800 metros de la cabecera municipal. Las localidades más cercanas son Pastroriza, A Silva, Bouciñas y Portobravo. 

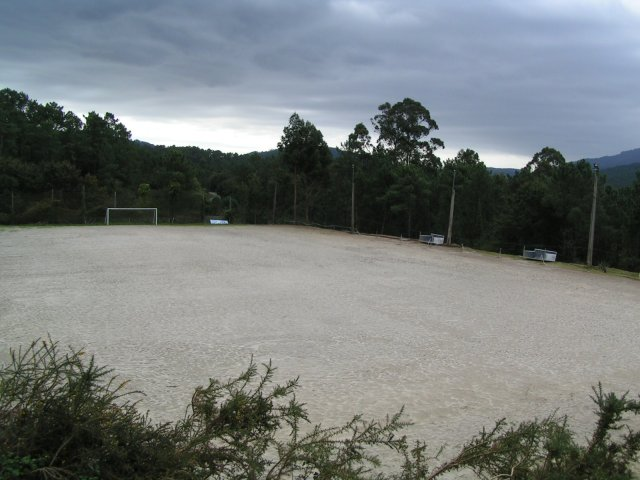
Campo de fútbol de Cruído.